# LIVE TOUR 2016 飾りのない明日 〜An's Choice〜
『LIVE TOUR 2016 飾りのない明日 〜An's Choice〜』（ライブツアー2016 かざりのないあした アンズ・チョイス）は熊木杏里初のライブ・アルバム。2017年6月28日、ヤマハミュージックコミュニケーションズからリリース。

## 解説
10枚目のアルバム『群青の日々』と同日発売。東京キネマ倶楽部（2016年5月8日）とヤマハホール（2016年7月16日）でのそれぞれのアコースティック・ライブ音源を収録。

## 収録曲
- 作詞・作曲：熊木杏里

- 2016年5月8日　於・東京キネマ倶楽部（3・6・9～13）
- 2016年7月16日　於・ヤマハホール（上記以外）

1. PIANO INTRODUCTION（2:07）
2. まよい星（4:15）
3. 風の記憶（3:40）
4. 誕生日（3:53）
5. 雨が空から離れたら（4:13）
6. 景色（4:20）
7. 咲かずとて（5:26）
8. やっぱり（4:20）
9. 君の文字（6:47）
  - 麻枝准 × 熊木杏里 名義 TVアニメ『Charlotte』最終話・歌唱曲
10. 飾りのない明日（6:13）
11. メドレー：メンバー紹介・ノラ猫みたいに（6:02）
12. 今日を壊せ（5:33）
13. 心のまま（6:17）
14. 君（3:47）